# David Conteh
David Tyrese Conteh (ur. 28 września 1992) – sierraleoński zapaśnik walczący w obu stylach. Zajął czwarte miejsce na igrzyskach afrykańskich w 2015. Brązowy medalista mistrzostw Afryki w 2011. Piąty na Igrzyskach Wspólnoty Narodów w 2018 roku.